# Que ningú no dormi
Que ningú no dormi (títol original en castellà, Que nadie duerma) és un thriller dramàtic hispano-romanès del 2023 dirigit per Antonio Méndez Esparza a partir d'un guió de Méndez Esparza i Clara Roquet basat en la novel·la de Juan José Millás. És protagonitzada per Malena Alterio al costat d'Aitana Sánchez-Gijón. S'ha subtitulat al català.

## Argument
Ambientada a Madrid, la trama segueix a Lucía, una desenvolupadora de programari convertida en taxista que fantasieja amb la seva vida mentre escolta Turandot de Giacomo Puccini. Acaba maquinant un pla de venjança mentre condueix pels carrers de la capital espanyola.

## Repartiment
- Malena Alterio com Lucía[5]
- Aitana Sánchez-Gijón com Roberta[6]
- Rodrigo Poisón com Braulio Botas[5]
- José Luis Torrijo com Santiago[5]
- Manuel de Blas com pare de Lucía[5]
- Mariona Ribas com Fátima[5]

## Producció
Basada en la novel·la de Juan José Millás Que nadie duerma, el guió va ser escrit per Antonio Méndez Esparza juntament amb Clara Roquet. Va ser la primera vegada que Méndez Esparza treballava amb un repartiment professional. Roquet va descriure el personatge principal com una versió femenina dels protagonistes de Joker i Taxi Driver.
La pel·lícula va ser produïda per Aquí y Allí Films, Wanda Visión i Que nadie duerma AIE juntament amb Avanpost, amb la participació de RTVE, Amazon i Telemadrid i amb el suport de ICAA, Ayuntamiento de Madrid, Comunidad de Madrid, i Castilla-La Mancha Impulsa. Els exteriors foren rodats a Usera (Madrid) i Toledo.

## Estrena
La pel·lícula es va estrenar a nivell mundial a la 68a Setmana Internacional de Cinema de Valladolid (Seminci) el 22 d'octubre de 2023. Distribuïda per Wanda Visión, fou estrenada cinematogràficament a Espanya el 17 de novembre de 2023.

## Recepció
Sergi Sánchez de La Razón va valorar la pel·lícula amb 3½ sobre 5 estrelles, i va escriure que "construeix un pont inusual entre el drama espanyol costumbrista i el cinema. de Charlie Kaufman".
Javier Ocaña d'El País va considerar que la pel·lícula "estupenda" forma part d'un "univers lliure, lasciu i misteriós" juntament amb No mires a los ojos.
Jordi Battle Caminal de Fotogramas va valorar la pel·lícula amb 3 sobre 5 estrelles, destacant Alterio ("porta la pel·lícula a les espatlles amb una facilitat admirable") com el millor de la pel·lícula.
Philipp Engel de Cinemanía va puntuar la pel·lícula amb 4 estrelles sobre 5, i va escriure que combina elegantment "el neorrealisme a la recerca de la justícia social i el deliri operístic sota una capa de modernitat".

### Llistes top ten
La pel·lícula va aparèixer a les deu millors llistes de la crítica de les millors pel·lícules espanyoles del 2023: 
- 9a — El Confidencial (consens)[17]

## Reconeixements
| Any  | Premi                                         | Categoria                          | Nominat              | Resultat  | Ref    |
| ---- | --------------------------------------------- | ---------------------------------- | -------------------- | --------- | ------ |
| 2023 | XXIX Premis Cinematogràfics José María Forqué | Millor actriu en cinema            | Malena Alterio       | Guanyador | [ 18 ] |
| 2024 | XI Premis Feroz                               | Millro actriu de cinema            | Malena Alterio       | Guanyador | [ 19 ] |
| 2024 | XI Premis Feroz                               | Millor actriu secundària en cinema | Aitana Sánchez-Gijón | Nominat   | [ 19 ] |
| 2024 | XI Premis Feroz                               | Millor música original             | Zeltia Montes        | Nominat   | [ 19 ] |
| 2024 | XXXVIII Premis Goya                           | Millor actriu                      | Malena Alterio       | Guanyador | [ 20 ] |